# Julije Benešić
Julije Benešić (Ilok, 1. ožujka 1883. – Zagreb,  19. prosinca 1957.), hrvatski književnik, polonist, prevoditelj, jezikoslovac i leksikograf.

## Životopis
Nakon studija u Beču, Krakovu, Pragu i Zagrebu, bio je srednjoškolski profesor, sveučilišni lektor za poljski jezik i intendant Hrvatskoga narodnog kazališta u Zagrebu. Njegova prva tamošnja intendantura značila je, nakon Stjepana Miletića, razdoblje najviših umjetničkih dostignuća u povijesti hrvatskoga kazališta. Kao vrsni poznavatelj poljske kulture, književnosti i jezika, Benešić je prevodio poljska djela na hrvatski jezik. Autor je Hrvatsko-poljskog rječnika, te nedovršena modernoga enciklopedijskog Rječnika hrvatskoga književnog jezika.
Bio je lektor hrvatskog jezika na Sveučilištu u Varšavi. Pisao je pjesme, književne i kazališne kritike, feljtone i putopise, a osobito su važni njegovi napisi o hrvatskom i poljskim književnicima. Uređivao je ediciju Suvremeni pisci hrvatski, bio je urednik Savremenika, Književnika i Vijenca, a priredio je sabrana djela A. G. Matoša, Augusta Harambašića i Ante Kovačića. 